# Раксажени
Ракса́жени (рос. Раксажены, ерз. Ракшая веле) — присілок у складі Великоігнатовського району Мордовії, Росія. Входить до складу Протасовського сільського поселення.

## Населення
Населення — 2 особи (2010; 19 у 2002).
Національний склад (станом на 2002 рік):
- ерзяни — 100 %